# Clinodiplosis pratensis
Clinodiplosis pratensis är en tvåvingeart som beskrevs av Ephraim Porter Felt 1908. Clinodiplosis pratensis ingår i släktet Clinodiplosis och familjen gallmyggor. Inga underarter finns listade i Catalogue of Life.